# Lili Caneças
Lili Caneças (Guarda, 4 de abril de 1944), nome artístico de Maria Alice de Carvalho Monteiro Custódio, é uma socialite, apresentadora e personalidade mediática portuguesa conhecida por sua carreira na televisão e participação em programas de entretenimento.

## Biografia

### Primeiros anos e formação
Filha de José Albano Custódio, oficial da Marinha Portuguesa, viveu em Vila Franca de Xira e Peniche durante a infância. Aos 17 anos ingressou no curso de Filologia Germânica na Universidade de Lisboa, que abandonou no terceiro ano.

### Carreira televisiva
Iniciou na televisão em 1960 ao vencer um concurso de máscaras no Casino Estoril, entrevistada por Henrique Mendes na RTP. Tornou-se figura regular na programação da SIC e TVI a partir dos anos 2000, destacando-se como comentadora em programas como:
- O Bar da TV (2001-2003)[5]
- Você na TV! (2008-2009)
- Em Família (2022-2023)[6]

## Vida pessoal
Casou-se em 1964 com o empresário Álvaro Caneças, divorciando-se em 1981. Após o divórcio, enfrentou dificuldades financeiras documentadas em entrevista ao programa de Manuel Luís Goucha.

## Projetos paralelos
- Publicou a biografia Cinderela ao Contrário (2006) com Flávio Furtado[8]
- Participou no videoclipe Calhambeque (2017) do grupo Dois Brancos & Um Preto[9]